# آنتونیو میوچی
آنتونیو مِیوتچی (به ایتالیایی: Antonio Meucci)،(زاده ۱۳ آوریل ۱۸۰۸ – درگذشته ۱۸ اکتبر ۱۸۸۹))، مخترع ایتالیایی و معاون جوزپه گاریبالدی بود.میوچی بیشتر به دلیل ساخت دستگاهی شبیه تلفن که چندین منبع آن را اولین تلفن می‌دانند، شناخته شده‌است.
میوچی شکلی از ارتباط صوتی را در خانه‌اش در استیتن آیلند نیویورک ایجاد کرد که اتاق خواب طبقه دوم را به آزمایشگاهش وصل کرد.
او در سال ۱۸۷۱، برای دستگاه تلفن خود یک هشدار حق ثبت اختراع به اداره ثبت اختراع و نشان تجاری ایالات متحده آمریکا ارسال کرد، اما در هشدارش هیچ اشاره‌ای به انتقال الکترومغناطیسی صدا نکرده بود. در سال ۱۸۷۶، به الکساندر گراهام بل حق ثبت اختراع انتقال الکترومغناطیسی صدا توسط جریان الکتریکی موجی داده شد. علی‌رغم این مطلب دولت ایتالیا با عنوان «مخترع اصلی تلفن» به او افتخار می‌کند.قطعنامه شماره 269 کنگره ایالات متحده آمریکا به تاریخ یازدهم ژوئن2002،تصریح می کند: به علت ورشکستگی مالی مخترع وحراج اموالش! “اگر میوچی  قادر می بود، عوارض ده دلاری ثبت اختراع تلفن خودرادرسال1874 بپردازد، الکساندر گراهام بل بعد از وی، هیچ گاه نمی توانست اختراع تلفن رابه نام خودبه ثبت برساند!

## US Congress Resolution 269
- Bill Number H.RES.269 for the 107th Congress بایگانی‌شده  در ۲۰۱۵-۱۰-۱۸ توسط Wayback Machine
- Summary and status of Resolution 269 بایگانی‌شده  در ۲۰۱۵-۱۰-۱۸ توسط Wayback Machine

## Museums and celebrations
- The Garibaldi-Meucci Museum بایگانی‌شده  در ۲ سپتامبر ۲۰۱۶ توسط Wayback Machine
- The Garibaldi-Meucci Museum (Staten Island site)
- Celebrations for the two hundred years of the birth of Antonio Meucci Official site of the Italian National Committee for the celebrations of the two hundred years of the birth of Antonio Meucci – آوریل ۲۰۰۸ – April 2009 (in Italian and in English)
- Antonio Meucci - L`invenzione del telefono in La storia siamo noi Italian TV program on Italy's national public broadcasting company RAI
- Antonio Meucci Centre at COPRAS (Italian-Canadian heritage website)
- Dr. Basilio Catania Website (website of a telecommunications researcher and historian with an extensive collection of Meucci documentation, including The Proofs Of Meucci's Priority)
- Antonio Meucci on BobsOldPhones (by Bob Estreich, an Australian telephone researcher and historian)
- Alexander Graham Bell Family Papers at the Library of Congress, 1862-1939
- Alexander Graham Bell Institute at Cape Breton University